# Scott Free Productions
Scott Free Productions est une société de production de films créée par les frères réalisateurs Ridley et Tony Scott en 1995. Auparavant, les deux frères avaient fondé la société Percy Main Productions (du nom du village natal de leur père) en 1980.
La société a notamment produit les films des deux réalisateurs ainsi que ceux des enfants de Ridley Scott : Jordan Scott, Luke Scott et Jake Scott. La société s'est également illustrée à la télévision avec des séries télévisées comme Numb3rs et The Good Wife.

## Productions

### Cinéma
- 1991 : Thelma et Louise (Thelma & Louise) de Ridley Scott
- 1992 : 1492 : Christophe Colomb (1492: Conquest of Paradise) de Ridley Scott
- 1994 : Les Leçons de la vie (The Browning Version) de Mike Figgis
- 1996 : Lame de fond (White Squall) de Ridley Scott
- 1996 : Le Fan (The Fan) de Tony Scott
- 1997 : À armes égales (G.I. Jane) de Ridley Scott
- 1998 : Clay Pigeons de David Dobkin
- 1998 : Ennemi d'État (Enemy of the State) de Tony Scott
- 2000 : En toute complicité (Where the Money Is) de Marek Kanievska
- 2000 : Gladiator de Ridley Scott
- 2001 : Hannibal de Ridley Scott
- 2001 : La Chute du faucon noir (Black Hawk Down) de Ridley Scott
- 2002 : Dragon rouge (Red Dragon) de Brett Ratner
- 2003 : Les Associés (Matchstick Men) de Ridley Scott
- 2004 : Man on Fire de Tony Scott
- 2005 : Kingdom of Heaven de Ridley Scott
- 2005 : In Her Shoes de Curtis Hanson
- 2005 : Domino de Tony Scott
- 2006 : Tristan et Yseult (Tristan + Isolde) de Kevin Reynolds
- 2006 : Une grande année (A Good Year) de Ridley Scott
- 2006 : Déjà Vu (Deja Vu) de Tony Scott
- 2007 : L'Assassinat de Jesse James par le lâche Robert Ford (The Assassination of Jesse James by the Coward Robert Ford) d'Andrew Dominik
- 2007 : American Gangster de Ridley Scott
- 2008 : Mensonges d'état (Body of lies) de Ridley Scott
- 2009 : L'Attaque du métro 123 (The Taking of Pelham 1 2 3) de Tony Scott
- 2009 : Cracks de Jordan Scott
- 2010 : Welcome to the Rileys de Jake Scott
- 2010 : Cyrus de Jay Duplass et Mark Duplass
- 2010 : Robin des Bois (Robin Hood) de Ridley Scott
- 2010 : L'Agence tous risques (The A-Team) de Joe Carnahan
- 2010 : Unstoppable de Tony Scott
- 2012 : Le Territoire des loups (The Grey) de Joe Carnahan
- 2012 : Prometheus de Ridley Scott
- 2013 : Les Brasiers de la colère (Out of the Furnace) de Scott Cooper
- 2013 : Stoker de Park Chan-wook
- 2013 : Cartel (The Counselor) de Ridley Scott
- 2013 : The East de Zal Batmanglij
- 2014 : Avant d'aller dormir (Before I Go to Sleep) de Rowan Joffé
- 2014 : Exodus: Gods and Kings de Ridley Scott
- 2014 : Enfant 44 (Child 44) de Daniel Espinosa
- 2015 : Equals de Drake Doremus
- 2015 : Seul sur Mars (The Martian) de Ridley Scott
- 2015 : Seul contre tous (Concussion) de Peter Landesman
- 2016 : Morgane (Morgan) de Luke Scott
- 2017 : Alien: Covenant de Ridley Scott
- 2017 : Blade Runner 2049 de Denis Villeneuve
- 2017 : Le Crime de l'Orient-Express (Murder on the Orient Express) de Kenneth Branagh
- 2017 : 2036: Nexus Dawn (court métrage) de Luke Scott
- 2017 : 2048: Nowhere to Run (court métrage) de Luke Scott
- 2017 : The Secret Man: Mark Felt (Mark Felt: The Man Who Brought Down the White House) de Peter Landesman
- 2017 : Tout l'argent du monde (All the Money in the World) de Ridley Scott
- 2018 : Zoe de Drake Doremus
- 2018 : American Woman de Jake Scott
- 2019 : Cœurs ennemis (The Aftermath) de James Kent
- 2019 : Our Friend de Gabriela Cowperthwaite
- 2019 : La Loi de la jungle (Jungleland) de Max Winkler
- 2019 : L'Oiseau-tempête (The Earthquake Bird) de Wash Westmoreland
- 2021 : Naked Singularity de Chase Palmer
- 2021 : Le Dernier Duel (The Last Duel) de Ridley Scott
- 2021 : House of Gucci de Ridley Scott
- 2022 : Mort sur le Nil (Death on the Nile) de Kenneth Branagh
- 2023 : L'Étrangleur de Boston (Boston Strangler) de Matt Ruskin
- 2023 : Mystère à Venise (A Haunting in Venice) de Kenneth Branagh
- 2023 : Napoléon (Napoleon) de Ridley Scott
- 2024 : Alien: Romulus de Fede Álvarez
- 2024 : Berlin Nobody de Jordan Scott
- 2024 : Gladiator 2 de Ridley Scott
- 2026 : The Dog Stars de Ridley Scott

### Télévision
- 1997 : Les Prédateurs (The Hunger) (série)
- 1999 : Citizen Welles (RKO 281) (téléfilm) de Benjamin Ross
- 2000 : The Last Debate (téléfilm) de John Badham
- 2002 : Churchill, pour l'amour d'un empire (The Gathering Storm) (téléfilm) de Richard Loncraine
- 2005-2010 : Numb3rs (série)
- 2006 : Orpheus (téléfilm) de Bruce Beresford
- 2006 : The Path to Redemption (documentaire) de Charles de Lauzirika
- 2007 : Law Dogs (téléfilm) d'Adam Bernstein
- 2007 : The Company (mini-série)
- 2007 : La Menace Andromède (The Andromeda Strain) (mini-série)
- 2009-2016 : The Good Wife (série)
- 2010 : Les Piliers de la terre (The Pillars of the Earth) (mini-série)
- 2012 : Labyrinthe (mini-série)
- 2012 : Coma (mini-série)
- 2012 : Un monde sans fin (World Without End) (mini-série)
- 2014 : Klondike (mini-série)
- 2014 : Halo : Nightfall de Sergio Mimica-Gezzan
- 2015-2019 : Le Maître du Haut Château (The Man in the High Castle) (série)
- 2016 : BrainDead (série)
- 2016-2017 : Mercy Street (série)
- 2016-2017 : Jean-Claude Van Johnson (série)
- 2017 : Taboo (série)
- 2017-2022 : The Good Fight (série)
- 2018-2019 : The Terror (série)
- 2019 : The Passage (série)
- 2019 : A Christmas Carol (mini-série)
- 2020-2022 : Raised by Wolves (série)
- 2021 : The Beast Must Die (série)
- 2023 : Kaleidoscope (série)
- 2023 : Great Expectations (série)
- 2025 : Dope Thief (mini-série)
- 2025 : Alien: Earth (série TV)